# Duga

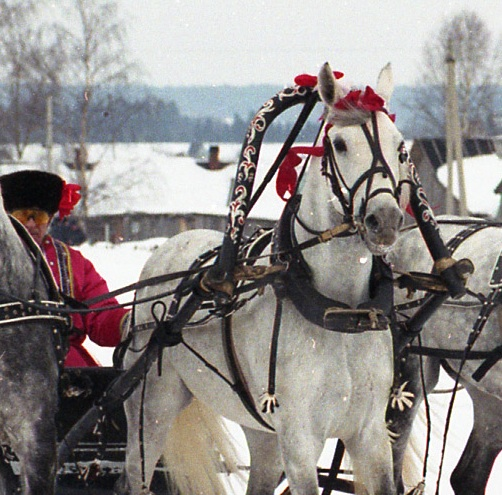
Duga

Als Duga (russ. дуга dugá ‚Bogen‘) bezeichnet man einen hohen, meist aus Holz gefertigten Bogen, der über dem Widerrist eines Wagenpferdes liegt und die beiden Anzen der Kutsche fest miteinander verbindet. 
Die Duga kommt aus Russland und wird vor allem in der Troika-Anspannung verwendet, wo das mittlere Pferd unter einer Duga geht. Je nach Einsatzzweck ist die Duga oft mit Metall beschlagen, bemalt oder auf andere Weise verziert.